# Puchar Sześciu Narodów 2008
Puchar Sześciu Narodów 2008 (2008 Six Nations Championship, a także od nazwy sponsora turnieju, Royal Bank of Scotland – 2008 RBS 6 Nations) – dziewiąta edycja Pucharu Sześciu Narodów, corocznego turnieju w rugby union rozgrywanego pomiędzy sześcioma najlepszymi zespołami narodowymi półkuli północnej. Turniej odbył się pomiędzy 5 lutego a 15 marca 2008 roku.
Wliczając turnieje w poprzedniej formie, od czasów Home Nations Championship i Pucharu Pięciu Narodów, była to 114. edycja tych zawodów. W turnieju brały udział reprezentacje narodowe Anglii, Francji, Irlandii, Szkocji, Walii i Włoch.
Umowa IRFU na używanie gaelickiego Croke Park w trakcie przebudowy Lansdowne Road została przedłużona również na rok 2008. Sędziowie zawodów zostali wyznaczeni w listopadzie 2007 roku, ze zmianami pod koniec stycznia 2008 roku.
W turnieju niepokonana okazała się reprezentacja Walii zdobywając tym samym dziesiątego w historii Wielkiego Szlema.
W trakcie turnieju Jonny Wilkinson pobił światowy rekord Neila Jenkinsa w liczbie zdobytych w testmeczach punktów, zaś Shane Williams odebrał Garethowi Thomasowi miano najskuteczniejszego pod względem przyłożeń Walijczyka. Zawodnicy ci zwyciężyli także w klasyfikacji punktowej i przyłożeń. IRB opublikowała następnie podsumowanie statystyczno-analityczne tej edycji.

## Uczestnicy
W turnieju uczestniczyły
| Zespół   | Stadion            | Miasto   | Trener           | Kapitan                       |
| -------- | ------------------ | -------- | ---------------- | ----------------------------- |
| Anglia   | Twickenham         | Londyn   | Brian Ashton     | Phil Vickery                  |
| Francja  | Stade de France    | Paryż    | Marc Lièvremont  | Lionel Nallet                 |
| Irlandia | Croke Park         | Dublin   | Eddie O’Sullivan | Brian O’Driscoll/Ronan O’Gara |
| Szkocja  | Murrayfield        | Edynburg | Frank Hadden     | Jason White/Mike Blair        |
| Walia    | Millennium Stadium | Cardiff  | Warren Gatland   | Ryan Jones                    |
| Włochy   | Stadio Flaminio    | Rzym     | Nick Mallett     | Sergio Parisse                |

## Tabela

### Tydzień 1
| 2 lutego 200814:00 | Irlandia                        | 16:11(10:3) | Włochy                                 | Croke Park, Dublin Widzów: 75 387 Sędzia: Jonathan Kaplan |
| 2 lutego 200814:00 | O’Gara 11 (pd 3K) Dempsey 5 (P) | 16:11(10:3) | Bortolussi 6 (2K) Castrogiovanni 5 (P) | Croke Park, Dublin Widzów: 75 387 Sędzia: Jonathan Kaplan |
| 2 lutego 200814:00 | Easterby                        | 16:11(10:3) | Dellape                                | Croke Park, Dublin Widzów: 75 387 Sędzia: Jonathan Kaplan |

| 2 lutego 200816:30 | Anglia                              | 19:26(16:6) | Walia                                       | Twickenham Stadium, Londyn Widzów: 82 000 Sędzia: Craig Joubert |
| 2 lutego 200816:30 | Wilkinson 14 (pd dg 3K) Flood 5 (P) | 19:26(16:6) | Hook 16 (2pd 4K) Byrne 5 (P) Phillips 5 (P) | Twickenham Stadium, Londyn Widzów: 82 000 Sędzia: Craig Joubert |

| 3 lutego 200815:00 | Szkocja        | 6:27(6:17) | Francja                                                                    | Murrayfield Stadium, Edynburg Widzów: 67 800 Sędzia: Alain Rolland |
| 3 lutego 200815:00 | Parks 6 (dg K) | 6:27(6:17) | Clerc 10 (2P) Élissalde 4 (2pd) Traille 6 (2K) Malzieu 5 (P) Skrela 2 (pd) | Murrayfield Stadium, Edynburg Widzów: 67 800 Sędzia: Alain Rolland |

### Tydzień 2
| 9 lutego 200814:00 | Walia                                                    | 30:15(10:6) | Szkocja          | Millennium Stadium, Cardiff Widzów: 74 576 Sędzia: Bryce Lawrence |
| 9 lutego 200814:00 | S. Williams 10 (2P) Hook 12 (P 2pd K) S. Jones 8 (pd 2K) | 30:15(10:6) | Paterson 15 (5K) | Millennium Stadium, Cardiff Widzów: 74 576 Sędzia: Bryce Lawrence |
| 9 lutego 200814:00 | Hines                                                    | 30:15(10:6) |                  | Millennium Stadium, Cardiff Widzów: 74 576 Sędzia: Bryce Lawrence |

| 9 lutego 200817:00 | Francja                                       | 26:21(19:6) | Irlandia                                            | Stade de France, Saint-Denis Widzów: 79 270 Sędzia: Nigel Owens |
| 9 lutego 200817:00 | Clerc 15 (3P) Élissalde 6 (3pd) Heymans 5 (P) | 26:21(19:6) | O’Gara 11 (pd 3K) Wallace 5 (P) 1 karne przyłożenie | Stade de France, Saint-Denis Widzów: 79 270 Sędzia: Nigel Owens |

| 10 lutego 200815:30 | Włochy                           | 19:23(6:20) | Anglia                                         | Stadio Flaminio, Rzym Widzów: 48 000 Sędzia: Alain Rolland |
| 10 lutego 200815:30 | Bortolussi 14 (pd 4K) Sole 5 (P) | 19:23(6:20) | Sackey 5 (P) Wilkinson 13 (2pd 3K) Flood 5 (P) | Stadio Flaminio, Rzym Widzów: 48 000 Sędzia: Alain Rolland |

### Tydzień 3
| 23 lutego 200815:00 | Walia                                                                              | 47:8(13:8) | Włochy                             | Millennium Stadium, Cardiff Widzów: 74 305 Sędzia: Dave Pearson |
| 23 lutego 200815:00 | S. Jones 18 (3pd 4K) Byrne 10 (2P) Shanklin 5 (P) S. Williams 10 (2P) Hook 4 (2pd) | 47:8(13:8) | Castrogiovanni 5 (P) Marcato 3 (K) | Millennium Stadium, Cardiff Widzów: 74 305 Sędzia: Dave Pearson |
| 23 lutego 200815:00 | Mi. Bergamasco                                                                     | 47:8(13:8) |                                    | Millennium Stadium, Cardiff Widzów: 74 305 Sędzia: Dave Pearson |

| 23 lutego 200817:00 | Irlandia                                                              | 34:13(14:6) | Szkocja                          | Croke Park, Dublin Widzów: 74 234 Sędzia: Christophe Berdos |
| 23 lutego 200817:00 | Wallace 5 (P) O’Gara 9 (3pd K) Kearney 5 (P) Horan 5 (P) Bowe 10 (2P) | 34:13(14:6) | Paterson 8 (pd 2K) Webster 5 (P) | Croke Park, Dublin Widzów: 74 234 Sędzia: Christophe Berdos |

| 23 lutego 200821:00 | Francja                                                | 13:24(7:13) | Anglia                                                  | Stade de France, Saint-Denis Widzów: 79 583 Sędzia: Steve Walsh |
| 23 lutego 200821:00 | Nallet 5 (P) Traille 2 (pd) Parra 3 (K) Yachvili 3 (K) | 13:24(7:13) | Sackey 5 (P) Wilkinson 14 (pd dg 3K) Wigglesworth 5 (P) | Stade de France, Saint-Denis Widzów: 79 583 Sędzia: Steve Walsh |

### Tydzień 4
| 8 marca 200813:15 | Irlandia            | 12:16(6:3) | Walia                                           | Croke Park, Dublin Widzów: 75 000 Sędzia: Wayne Barnes |
| 8 marca 200813:15 | O’Gara 12 (4K)      | 12:16(6:3) | S. Jones 8 (pd 2K) S. Williams 5 (P) Hook 3 (K) | Croke Park, Dublin Widzów: 75 000 Sędzia: Wayne Barnes |
| 8 marca 200813:15 | Phillips · Williams | 12:16(6:3) |                                                 | Croke Park, Dublin Widzów: 75 000 Sędzia: Wayne Barnes |

| 8 marca 200815:15 | Szkocja                      | 15:9(9:3) | Anglia           | Murrayfield Stadium, Edynburg Widzów: 67 987 Sędzia: Jonathan Kaplan |
| 8 marca 200815:15 | Paterson 12 (4K) Parks 3 (K) | 15:9(9:3) | Wilkinson 9 (3K) | Murrayfield Stadium, Edynburg Widzów: 67 987 Sędzia: Jonathan Kaplan |

| 9 marca 200816:00 | Francja                                                       | 25:13(13:6) | Włochy                                 | Stade de France, Saint-Denis Widzów: 79 284 Sędzia: Alan Lewis |
| 9 marca 200816:00 | Floch 5 (P) Yachvili 10 (2pd 2K) Jauzion 5 (P) Rougerie 5 (P) | 25:13(13:6) | Marcato 8 (pd 2K) Castrogiovanni 5 (P) | Stade de France, Saint-Denis Widzów: 79 284 Sędzia: Alan Lewis |

### Tydzień 5
| 15 marca 200814:00 | Włochy                                                  | 23:20(10:17) | Szkocja                                               | Stadio Flaminio, Rzym Widzów: 40 000 Sędzia: Nigel Owens |
| 15 marca 200814:00 | Marcato 13 (2pd dg 2K) Canale 5 (P) 1 karne przyłożenie | 23:20(10:17) | Hogg 5 (P) Paterson 7 (2pd K) Parks 3 (K) Blair 5 (P) | Stadio Flaminio, Rzym Widzów: 40 000 Sędzia: Nigel Owens |

| 15 marca 200815:00 | Anglia                                                  | 33:10(13:10) | Irlandia                      | Twickenham Stadium, Londyn Widzów: 82 000 Sędzia: Stuart Dickinson |
| 15 marca 200815:00 | Cipriani 18 (3pd 4K) Sackey 5 (P) Tait 5 (P) Noon 5 (P) | 33:10(13:10) | Kearney 5 (P) O’Gara 5 (pd K) | Twickenham Stadium, Londyn Widzów: 82 000 Sędzia: Stuart Dickinson |

| 15 marca 200817:00 | Walia                                                                | 29:12(9:6) | Francja                         | Millennium Stadium, Cardiff Widzów: 74 609 Sędzia: Marius Jonker |
| 15 marca 200817:00 | Hook 9 (3K) S. Williams 5 (P) S. Jones 10 (2pd 2K) M. Williams 5 (P) | 29:12(9:6) | Élissalde 9 (3K) Yachvili 3 (K) | Millennium Stadium, Cardiff Widzów: 74 609 Sędzia: Marius Jonker |
| 15 marca 200817:00 | Henson                                                               | 29:12(9:6) |                                 | Millennium Stadium, Cardiff Widzów: 74 609 Sędzia: Marius Jonker |